# Pavel Nedvěd
Pavel Nedvěd (sinh ngày 30 tháng 8 năm 1972) là một cựu cầu thủ bóng đá người Séc. Nedvěd từng là tiền vệ của đội bóng Juventus và Đội tuyển quốc gia Séc. Trước khi gia nhập Juventus, Nedvěd chơi cho Dukla Praha (1991–92), Sparta Praha (1992–96), và Lazio (1996–2001). Ông đã có được một scudetto (chức vô địch Ý) với Lazio và hai với Juventus (ngoài ra còn có 2 chức vô địch các mùa giải 2004–05 và 2005–06 bị tước do câu lạc bộ dính vào bê bối Calciopoli năm 2006). Nedvěd tuyên bố giải nghệ khi mùa giải 2008–09 kết thúc. Ông từng giành được Quả bóng Vàng châu Âu năm 2003. ông từng nắm giữ cương vị Phó chủ tịch của câu lạc bộ Juventus.

## Sự nghiệp câu lạc bộ
Nedved đã có 1 đột phá trong sự nghiệp quốc tế của mình khi ông là một trong những người có công dẫn dắt đội tuyển Quốc gia Séc đến với trận chung kết Euro 96, nơi mà họ đã thua Đức. Tuy nhiên có một khoảng thời gian ông bị quên lãng và ông đã được chuyển nhượng từ Sparta Praha sang chơi cho Lazio trong Serie A năm 1996.
Tại Lazio, Nedved đã giành được Coppa Italia mùa giải 1997–98 và vô địch UEFA Cup Winners' Cup năm 1999 trong đó Nedvěd ghi bàn thắng quyết định vào lưới Mallorca trong chiến thắng 2-1 của Lazio trong trận chung kết. Đây được coi là bàn thắng cuối cùng của giải đấu, sau đó giải đã bị bãi bỏ. Nedvěd là một trong mười cầu thủ được trả lương cao nhất ở giải VĐQG Ý năm 1999. Ông đã chơi ở Siêu cúp Châu Âu 1999 gặp Manchester United vào đầu mùa giải, nơi Lazio thắng trận với một bàn thắng duy nhất. Câu lạc bộ tiếp tục giành chức vô địch Serie A và Coppa Italia, hoàn thành cú đúp quốc nội vào năm 2000 với sự giúp đỡ của Nedvěd. Năm 2000, ông vô địch Supercoppa Italiana (Siêu Cúp Ý) với Lazio lần thứ hai. Cùng với Siniša Mihajlović, Nedvěd là một trong hai cầu thủ Lazio bị đuổi khỏi sân trong trận tứ kết Coppa Italia 2000 được tổ chức vào tháng 12, nơi các nhà đương kim vô địch thua chung cuộc 3-5 trước Udinese.
Nedved đã được chuyển đến Juventus vào năm 2001 với phí chuyển nhượng lên đến 41 triệu Euro với nhiệm vụ là để thay thế cho Zinedine Zidane, người đã được chuyển đến Real Madrid cùng trong mùa hè đó. Ông đã chứng tỏ là một trong số ít các tiền vệ có khả năng thay thế cho cầu thủ người Pháp trước đó trong vai trò dẫn dắt lối chơi, Ông đưa Juventus lên đỉnh vinh quang tại Serie A trong 2 mùa liên tiếp khi nâng cao Scudetto trong các mùa giải 2001–02, 2002–03, 2004–05 và 2005–06.
Nedved cũng là người đã dẫn dắt Juventus đến với trận chung kết Champions League năm 2003 cùng với AC Milan nhưng không may là ông đã phải ngồi ghế dự bị vì phải nhận thẻ vàng thứ 2 sau khi cản phá tiền vệ Steve McManaman của Real Madrid ở trận trước đó. Cũng cuối năm đó ông đã nhận được giải thưởng Cầu thủ Châu âu xuất sắc nhất trong năm.
Tiếp sau mùa giải 2005–06, và Juventus đã từ Serie A bị hạ xuống giải Serie B vì dính líu đến vụ Calciopoli, và tưởng chừng như tương lai của Nedved ở Juventus là mong manh. Nhưng Nedved đã xua tan mọi tin đồn và ở lại với Juve với quyết tâm duy nhất là đưa Juve trở lại Serie A. Tuy nhiên, cũng trong mùa giải đó, mãn hạn hợp đồng 1 năm, ông đã có ý định giải nghệ khi hết mùa giải. Sau đó ông nhận 1 thẻ đỏ vào ngày 1 tháng 12 cùng năm. Nedved vẫn giữ ý định đó cho đến khi Juventus giành chiến thắng tại Serie B và chắc chắn sẽ được chuyển lên chơi ở Serie A. Suốt mùa giải 2007–08, Nedved đã gây bất ngờ cho các Bianconeri bởi tinh thần thi đấu đáng khâm phục của anh, và ông đã trở thành sự lựa chọn số 1 cho vị trí tiền vệ cánh trái của mình. Tuy nhiên ông đã không được hưởng niềm vui trọn vẹn khi đã xảy ra va chạm với Luis Figo của Inter Milan và làm cho cầu thủ người Bồ Đào Nha này bị gãy chân và phải phẫu thuật. Sau đó ông đã công khái xin lỗi.
Trong mùa giải Serie A 2007–08, Nedved đã gặp phải chấn thương và phải nghỉ trong 1 tháng. Ông đã có liên lạc với 1 câu lạc bộ Nhật Bản là Jubilo Iwata khi vụ chuyển nhượng mùa hè 2008/09 bắt đầu. Nhưng những tin đồn nhanh chóng bị dập tan khi Pavel cam kết tương lai của ông tại Juve với bản hợp đồng 1 năm cho đến tháng 6 năm 2009. Và ông đã có trận đấu đầu tiên tại mùa giài 2008/09 với tỷ số hòa 1-1 trước Fiorentina.
Kết thúc mùa giải 2008–09, Nedved tuyên bố giải nghệ.

## Sự nghiệp quốc tế
Sự nghiệp quốc tế của Pavel Nedved bắt đầu từ Euro 1996, nơi ông đóng vai trò người dự bị cho thủ lĩnh Karel Poborski. Euro 1996 cũng là một giải đấu đầy thăng hoa của đội tuyển Cộng hoà Séc khi họ vào đến trận chung kết và chỉ để thua đội tuyển Đức sau khi Bierhoff ghi bàn thắng vàng. Tại vòng chung kết thế giới sau đó 2 năm, sự thiếu vắng Poborski tại 2 trận đấu đầu tiên đã một phần làm cho Séc không thể vượt qua vòng bảng. Ở cùng bảng đấu tử thần với Đan Mạch, Pháp, Hà Lan nhưng Séc đã thi đấu xuất sắc dưới sự dẫn dắt của Pavel Nedved. Cho dù thiếu may mắn để thua trước Pháp và Hà Lan nhưng đội tuyển Séc đã trở thành một trong số những đội bóng được yêu thích nhất. Giải đấu đó đã thực sự khiến Nedved thu hút sự chú ý của các ông lớn châu Âu cho dù khi ấy ông đã là một ngôi sao ở sân Olimpico.
Nedved cũng chính là người dẫn dắt lối chơi của đội tuyển Séc tại Euro 2004. Năm đó, ông cùng với Tomáš Rosický, Thomas Galasek và Vladimír Šmicer, những tiền vệ đầy sáng tạo đưa đội tuyển Séc vào đến bán kết và trở thành đội bóng có hàng tiền vệ linh hoạt và đáng sợ nhất tại Bồ Đào Nha. Cũng sau Euro 2004 ông đã quyết định từ giã sự nghiệp thi đấu đội tuyển quốc gia. Đó là vào tháng 9 năm 2004
Năm 2006: Ông đã tạm gác lại việc từ giã sân bóng khi ông đã quay lại đế giúp đội tuyển Cộng hòa Séc tại vòng loại World Cup 2006 với chiến thắng trước đội tuyển Na Uy vào tháng 11 năm 2005. Và Séc đã chiến thắng cả hai trận với tỷ số 1-0 trước Oslo và sau đó là Praha. Đội tuyển Séc đã giành được chiếc vé để đến với vòng chung kết World Cup 2006. Mặc dù gây ấn tượng sâu sắc với chiến thắng 3-0 trước Mỹ, nhưng Séc đã thất bại ngay trước thềm vòng knock-out sau khi để thua trước Ghana và Ý ở 2 trận đấu còn lại của vòng bảng. Ông đã có một thời gian ngắn nghỉ ngơi trước trận đấu cuối cùng trong sự nghiệp quốc tế là chiến thắng 3-1 khi gặp Serbia vào tháng 8 năm 2006
Nedved từ chối lời đề nghị trở lại Euro 2008, mặc dù lời mời gọi trở về đội tuyển quốc gia của huấn luyện Karel Brückner, đồng đội và người hâm mộ là rất nồng nhiệt.

## Phong cách chơi bóng
Nedvěd được đánh giá là một trong những cầu thủ Séc vĩ đại nhất mọi thời đại. Ông chủ yếu chơi ở vị trí tiền vệ cánh hoặc tiền vệ chạy cánh trái nhờ khả năng tạt bóng bằng chân trái và khả năng cắt vào trong và sút bằng chân phải. Ông cũng thỉnh thoảng chơi ở vị trí kiến thiết lối chơi nhờ khả năng chuyền bóng và tầm nhìn của ông. Ông còn nổi tiếng với khả năng tấn công mạnh mẽ và chính xác cũng như tốc độ bùng nổ của ông, điều này giúp ông có thể thực hiện những pha chạy sâu từ hàng tiền vệ. Ông cũng là người thực hiện nhiều quả đá phạt và đá phạt đền có độ chính xác cao.
Nedvěd được biết đến với mái tóc vàng dài đặc trưng, điều này khiến ông trở thành một cầu thủ rất nổi tiếng trên sân, và được biết đến với khả năng tắc bóng và hoạt động miệt mài trên sân, điều này cho phép ông giành quyền kiểm soát bóng và mang lại sự ổn định cho các hậu vệ. Huấn luyện viên cũ của ông tại Lazio Sven-Göran Eriksson mô tả ông là "một tiền vệ không điển hình, hoàn thiện mọi kỹ năng". Bất kể kỹ năng của ông ra sao, lối chơi ngoan cường và thành tích kỷ luật của Nedvěd đã bị giới truyền thông bóng đá chỉ trích, họ cáo buộc ông quá hung hãn trong các pha tắc bóng; ông cũng bị buộc tội hay ăn vạ.

## Đời tư
Ngày 29 tháng 8 năm 2022, Nedved bị lộ clip thác loạn với 3 cô gái thiếu vải, Nedved cùng các cô gái đã nhảy nhót trên một điệu nhạc, clip này đã gây sốt trên mạng xã hội.

## Danh hiệu
Sparta Prague
- Czechoslovak First League: 1992–93
- Czech Republic Football League: 1993–94, 1994–95
- Czech Cup: 1995–96

Lazio
- Serie A: 1999–2000
- Coppa Italia: 1997–98, 1999–2000
- Supercoppa Italiana: 1998, 2000
- UEFA Cup Winners' Cup: 1998–99
- UEFA Super Cup: 1999
- UEFA Cup á quân: 1997–98

Juventus
- Serie A: 2001–02, 2002–03
- Supercoppa Italiana: 2002, 2003
- Serie B: 2006–07
- UEFA Champions League á quân: 2002–03

### Quốc tế
- UEFA European Championship á quân: 1996

### Cá nhân
- Cầu thủ xuất sắc nhất Serie A của năm: 2003
- Cầu thủ nước ngoài xuất sắc nhất Serie A của năm: 2003
- Quả bóng vàng: 2003
- Tiền vệ xuất sắc nhất Champions League: 2003
- Sportske Novosti award: 2003
- Cầu thủ Séc xuất sắc nhất thập kỉ: 2003
- Cầu thủ Séc xuất sắc nhất năm: 1998, 2000, 2001, 2003, 2004
- Chiếc giày vàng: 2004
- FIFA 100
- UEFA Team of the Year: 2003, 2004, 2005